# Sault Ste. Marie (Ontario)
Sault Ste. Marie is een stad in Canada in de provincie Ontario.
Sault Ste. Marie telde in 2006 bij de volkstelling 68.084 inwoners.
Sault Ste. Marie ligt aan de Amerikaans-Canadese grensrivier St. Marys River, die tussen het Bovenmeer en Huronmeer stroomt. Aan de overkant van de rivier ligt de kleinere Amerikaanse tweelingstad Sault Ste. Marie (Michigan). De twee steden zijn verbonden door de Sault Ste. Marie International Bridge over de St. Marys River.

## Geboren
- Roberta Bondar (1945), astronaute
- Richard MacLennan (1991), schaatser

## Galerij

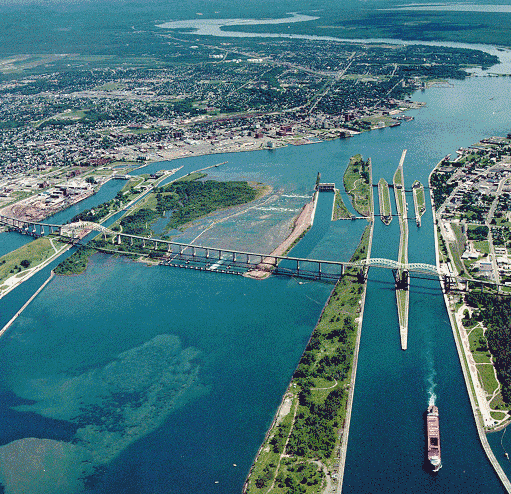
Het sluizencomplex Soo Locks in de St. Marys River, met links het Canadese Sault Ste. Marie en rechts de Amerikaanse zusterstad